# Lucigadus acrolophus
Lucigadus acrolophus är en fiskart som beskrevs av Akitoshi Iwamoto och Merrett, 1997. Lucigadus acrolophus ingår i släktet Lucigadus och familjen skolästfiskar. Inga underarter finns listade i Catalogue of Life.